# Resultatkonto
Resultatkonto är en bokföringsteknisk term som betyder samtliga konton i huvudboken beskrivande intäkter eller kostnader.